# Египатско множење
Египатско множење је посебна метода у множењу која се одвија у „корацима“, а стара је више од 2.000 година.

## Пример
Потребно је помножити бројеве 46 и 35.
Прво се састави табела у којој се увек множи са бројем 46, а при томе се користе вредности увек двоструко веће од претходне, полазећи од један, са тим да се не сме прећи број 35:
| 1 x 46  | = 46   |
| 2 x 46  | = 92   |
| 4 x 46  | = 184  |
| 8 x 46  | = 368  |
| 16 x 46 | = 736  |
| 32 x 46 | = 1472 |

Потом се бирају бројеви чији збир даје 35 (1+2+32). Остале вредности се занемарују.
| 1 x 46  | = 46   |
| 2 x 46  | = 92   |
| 4 x 46  | = 184  |
| 8 x 46  | = 368  |
| 16 x 46 | = 736  |
| 32 x 46 | = 1472 |

Сабирањем одабраних производа добија се тачан резултат: 1610.